# 日產Sylphy
日產Sylphy（英語：Nissan Sylphy，日语：日産・シルフィ）是2000年代由日本日產汽車生產發售的緊湊型轎車，為日產Bluebird及日產Primera車系的後繼車款，在中國大陸的正式翻譯則為「軒逸」。

## 歷史

### 第一代G10/N16型系（2000年-2005年）
1990年代末期，日產汽車旗下的家庭房車Sunny走到了產品分水嶺，日產公司有感於日本房車市場日益萎縮，決定將當家中型房車Bluebird停產，但由於Bluebird是日產最富歷史精隨的車系，貿然停產勢必會引發許多爭議，是故日產公司決定將Bluebird車系的後繼車與Sunny B15型系採用日產MS平台進行開發，1998年10月率先推出Sunny B15型系，直至2000年8月再推出以歐洲兄弟車Almera N16型系四門轎車款為主體的Bluebird Sylphy G10型系，由日產及臺灣裕隆汽車負責外觀及內裝修改。在中國地區以東風日產陽光之名銷售，在菲律賓及馬來西亞地區以日產Sentra之名銷售，在港澳及其它東南亞地區以日產Sunny之名銷售，在大洋洲地區以日產Pulsar之名銷售。而在日本國內銷售的動力系統有七個版本，計有1.3 L直列四缸QG13DE型引擎(87匹馬力)、1.5 L直列四缸QG15DE型引擎(105匹馬力)、1.6 L直列四缸QG16DE型引擎(110匹馬力)、1.8 L直列四缸QG18DD型引擎(130匹馬力)、2.0 L直列四缸QR20DD型引擎、2.2 L直列四缸YD22DD型渦輪增壓引擎以及2.2 L直列四缸YD22DDTi型高壓共軌燃油直噴渦輪增壓引擎。其中1.8 L直列四缸QG18DD型引擎是採用NEO-Di汽油缸內直噴技術，使得這具引擎在油耗上以及污染上有相當傑出的表現。變速系統有四速自排及五速手排兩種方式供消費者選擇。
2002年8月，Bluebird Sylphy G10型系並貼牌出售給南韓雷諾三星汽車，成為在南韓市場銷售的第一代SM3系列原型車。
2003年，日產針對日本國內版Bluebird Sylphy G10型系進行小改款，修改車頭水箱罩、尾燈造型。
- 第一代Bluebird Sylphy G10/N16型系四門轎車後期車頭(日本樣式)
- 日產Sunny Neo GL四門轎車(印尼樣式)
- 日產Sentra N16型系四門轎車前期車頭(馬來西亞樣式)
- 日產Sentra N16型系四門轎車前期車尾(馬來西亞樣式)
- 日產Sentra N16型系四門轎車後期車頭(馬來西亞樣式)
- 日產Sentra N16型系四門轎車後期車尾(馬來西亞樣式)
- 日產Sunny N16型系EX Saloon四門轎車後期車頭(新加坡樣式)
- 東風日產陽光N16型系四門轎車車頭(中國大陸樣式)
- 東風日產陽光N16型系四門轎車尾(中國大陸樣式)

#### 臺灣裕隆Bluebird Sylphy G10/N16型
臺灣市場部分，由於Sunny B15型系太過樸實造型必定無法符合臺灣消費者期待，加上Sentra車系長久以來在臺灣日系國產汽車市場建立的高級形象有所衝突，因此裕隆汽車特別選用Sunny B15型系歐洲兄弟車Almera N16型系四門轎車款為主體並交由裕隆亞洲技術中心（YATC）負責國產化的外觀及內裝修改，於2000年5月24日正式以Sentra 180為名在臺灣銷售，而臺灣自主設計的外觀造型因為更為高級典雅，也獲得日產日本原廠採用，於2000年8月正式在日本推出Bluebird Sylphy G10型系作為Bluebird車系的後繼車。
此代車系為日產在臺灣地區2000年代首部車款，主要訴求為e智慧房車的時代來臨，因此針對外型以及配備，皆有大幅變動，但價格不變，該車系推出1.6升及1.8升，動力部分搭載日產1.8 QG(Quality & Green)高品質環保引擎，配合全新E-ATx電子四速自排變速系統，懸吊則是獨步全球的多連桿智慧型QT懸吊，充分提升該車舒適度且兼具操控靈敏的駕乘感。安全部分採用日產獨家的Triple Safety安全基準，使用了Zone Body Concept可潰縮安全車體結構，並配備最多可有2具SRS安全氣囊、主動式護頸頭枕、自動預縮安全帶及三合一煞車系統（ABS、BAS，EBD），並獲得了「日本自動車情報」3A級的最高肯定。
科技部分配置有NAVI智慧衛星導航、智慧語音隨行、方向盤快撥鍵、智慧情報後視鏡及行動秘書車上網站，使該車真正達到了起初設計所訴求的「e智慧房車」。裕隆汽車後續幾年也針對了Sentra 180去做一些小改款或是變動。像是2002年推出了2.0升的Sentra 200動力升級版本，安裝了全新橫柵式噴砂處理水箱護罩，並使用日本原廠進口QR20DE 2000cc引擎（以鋁合金高壓鑄造，具重量輕及散熱性佳的優點）配上CVTC連續無段可變式汽門設計，用以平衡系統來抑制引擎震動，換檔時將更顯平順，具150hp的強大馬力，也是當時同級車中表現最好的。
2003年5月19日正式發表Sentra M1車系，本次小改款一改過去以「新好男人」的訴求，改以主打小家庭用車的策略，外型回歸較貼近日規造型的簡約設計，透過車頭與車尾的重新塑造，營造優雅視覺感受。維持著1.6 升、1.8 升及 2.0升排氣量的車系組成，在外型的鈑件上進行重新設計，內裝部分則是突破Sentra先天在底盤上的侷限，利用座椅的設計創造超越當時同級車的寬裕空間，不同車型上也透過雙采配色以及類鈦、楓木、類碳纖維等不飾板，打造出不同的風格。
配備部分，全車系標配裕隆汽車招牌的TOBE系統外，還有車速擡頭顯示器、含粉塵過濾器的恒溫空調系統及後座車窗手動遮陽簾也列在標配當中，此外為了使所有的Sentra M1車主都能有進口房車才能擁有的高檔車室環境，針對沒有皮椅的車型，使用奈米金屬織網座椅，並與其他擁有皮椅的車系一樣，施加了奈米技術開發的光觸媒塗佈以達到1年以上的抗菌防污效果。
2001年國產車開始竄出頭來，面對如此競爭的時代，由2003年銷售至2006年，橫跨Sentra 180加上Sentra M1兩個世代，六年的時間總計賣出約13萬輛新車，持續保持穩定銷售狀況，也成為該車系在當時於國產房車市場上，深受小家庭喜愛的證明。
- 日產Sentra G10/N16型系180 ES四門轎車後期車頭(臺灣樣式)
- 日產Sentra G10/N16型系180 ES四門轎車後期車尾尾(臺灣樣式)

### 第二代G11型系（2005年-2012年）
2005年10月，日產公司於東京車展公開第二代Bluebird Sylphy G11型系，並於同年12月正式在日本國內上市，採用日產B平台開發。車身尺碼比第一代大幅增長，達到4610mm的規模，也剛剛好介於Tiida與Teana車系的中間，設計風格方面，則融合了Teana、Skyline與Fuga的特色，形成一種日產獨具的新時尚運動風格，而廣達2700mm的軸距尺碼，搭配略為挑高的1510mm的車高，也提供同級車中最寬敞而沒有壓迫感的車室空間。
在車室內裝設計方面，也出現由Teana車系延續而來的高質感時尚設計格局，中控台上日產當家的HMI操作介面，也簡化了配備使用的程度，加上大面積的車窗玻璃設計，提供更為明朗的車室氣氛與開闊的空間感，而且更特殊的是中央扶手置物盒，可以前後旋轉，並且具備了超大容量的設計，方便置物手提袋或是公事包等雜物，充分展現日式空間收納設計人性化的一面。
動力來源共有有三個版本，計有1.5 L直列四缸DOHC HR15DE型引擎(最大馬力109ps / 6,000rpm，扭力峰值148N·m / 4,400rpm)、1.6 L直列四缸DOHC HR16DE型引擎(最大馬力93kW / 5,600rpm、扭力峰值154N·m / 4,000rpm)、2.0 L直列四缸DOHC MR20DE型引擎。變速系統方面除了四速自排及五速手排之外，首度加入Xtronic CVT無段自動變速系統。
- 第二代Bluebird Sylphy G11型系內裝(日本樣式)
- 第二代Bluebird Sylphy G11型系前期車頭(日本樣式)
- 第二代Bluebird Sylphy G11型系前期車尾(日本樣式)
- 東風日產軒逸G11型系後期車頭(中國樣式)
- 東風日產軒逸G11型系後期車尾(中國樣式)

### 第三代B17型系（2012年 - ）
2012年4月，日產汽車於北京車展發表第三代Sylphy B17型系並於2012年8月正式在中國地區上市。時隔半年，美國版本則是在同一年8月30日，以Sentra之名正式發表 ，日本版本則是在同一年12月8日，以Sylphy之名正式發表，取代了以Bluebird Sylphy為名的上一代C11型系。

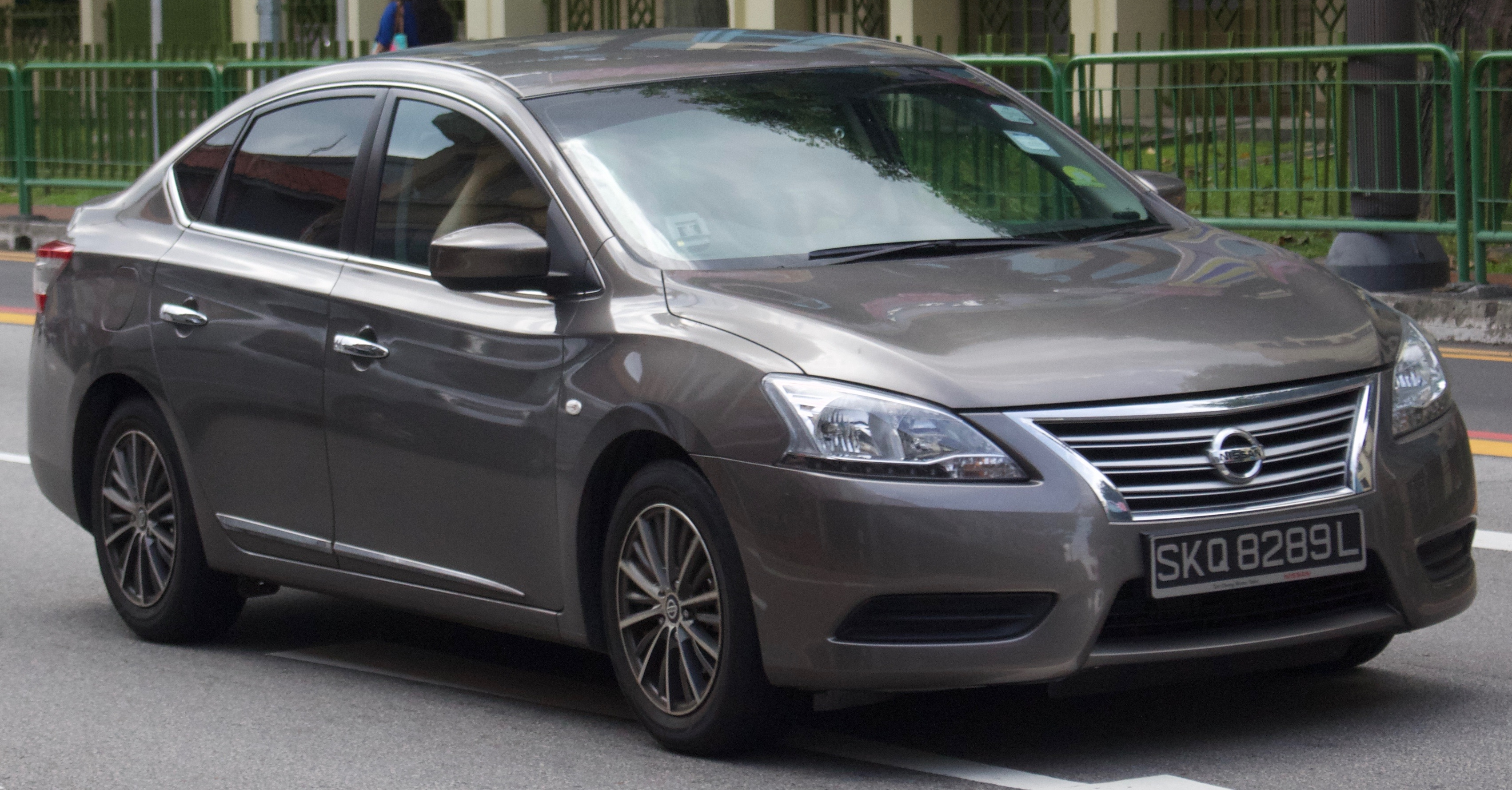
第三代Sylphy B17型系前期車頭(新加坡樣式)
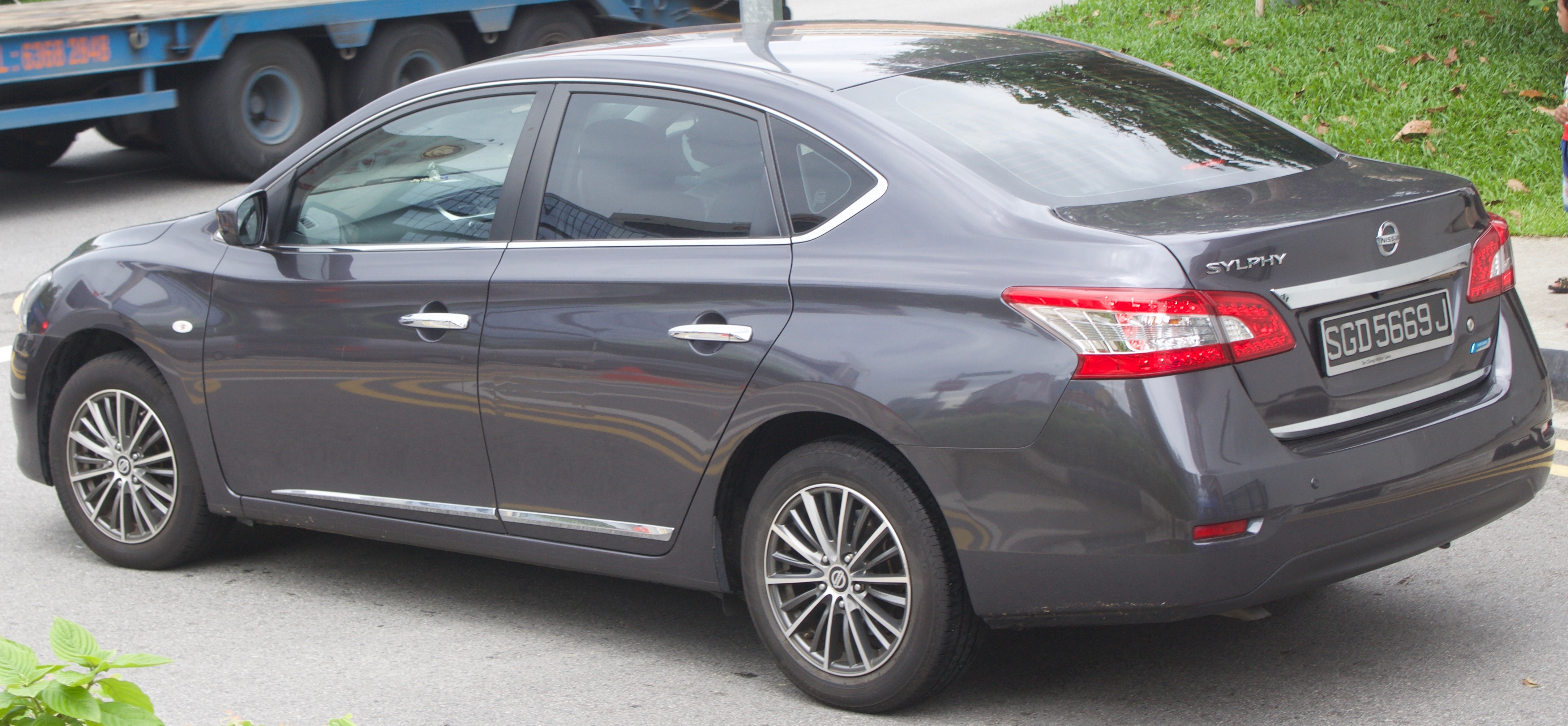
第三代Sylphy B17型系前期車尾(新加坡樣式)
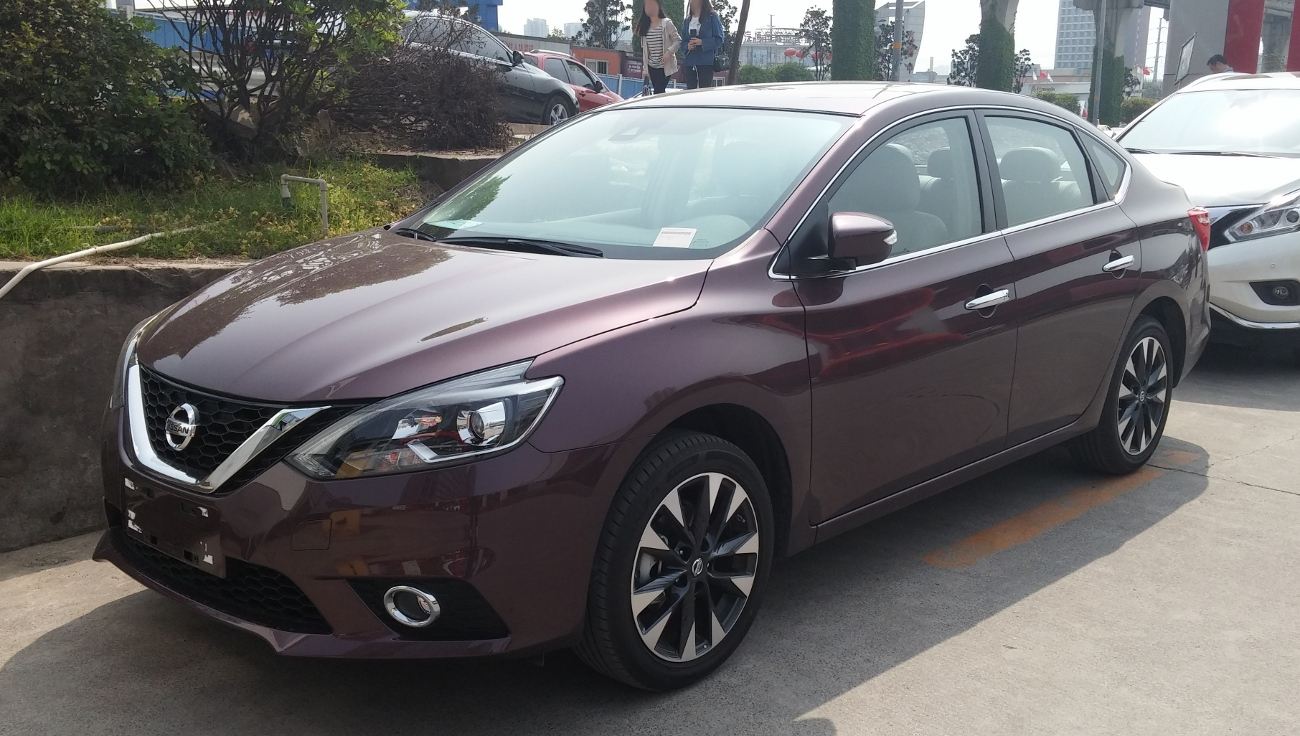
第三代Sylphy B17型系後期車頭(中國大陸樣式)
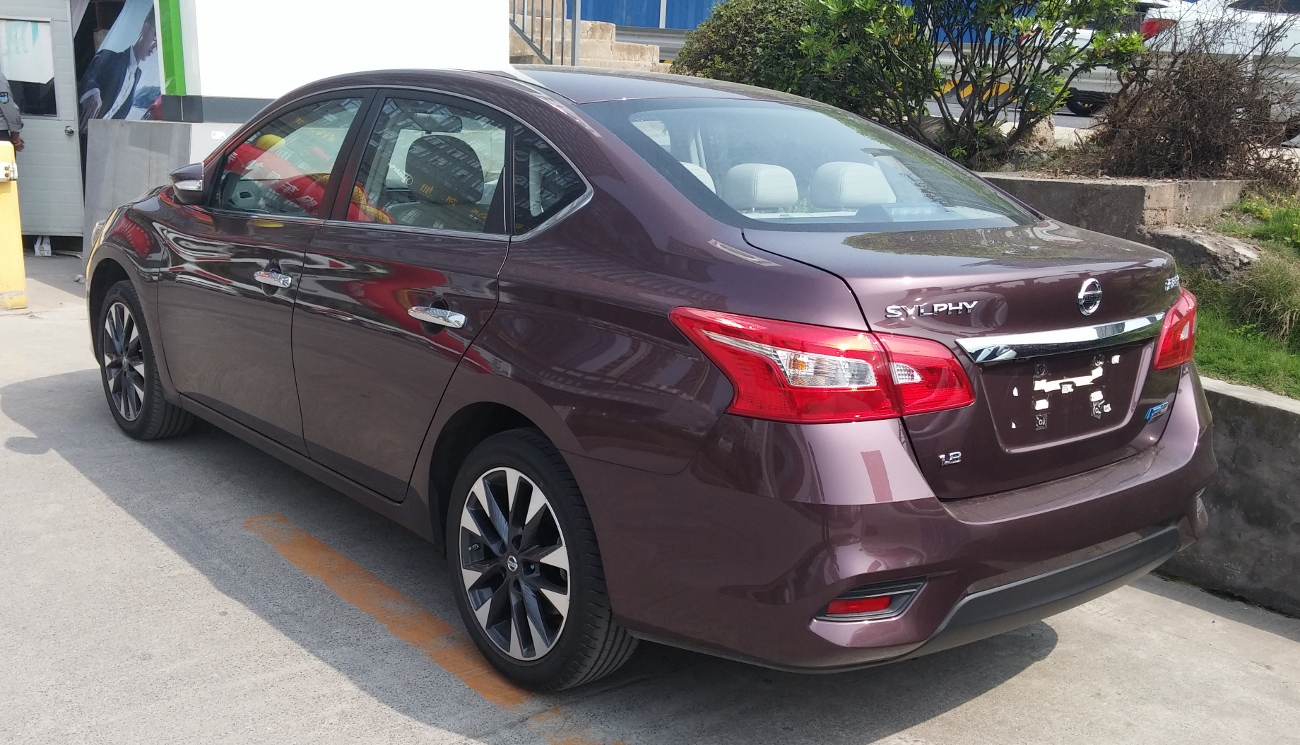
第三代Sylphy B17型系後期車尾(中國大陸樣式)

### 第四代B18型系（2019年 - ）
2019年4月16日，日產汽車於第18屆上海車展率先發表第四代Sylphy B18型系，同年在美國洛杉磯車展發表美規版本Sentra，從此代車型開始停止在日本地區製造生產及銷售。外觀方面採用日產全新世代家族面貌，幾乎與第六代Altima L34型系相同，內裝也改為新世代設計風格。動力系統改換為 HR16 1.6 升自然進氣與 MR20 2.0 升自然進氣兩種動力，並可搭配六速手排或Xtronic CVT無段自動變速系統，車格則是放大至車長 4,641 mm、車寬 1,815 mm、車高 1,459 mm、軸距 2,712 mm，讓整個車室空間大幅提升。

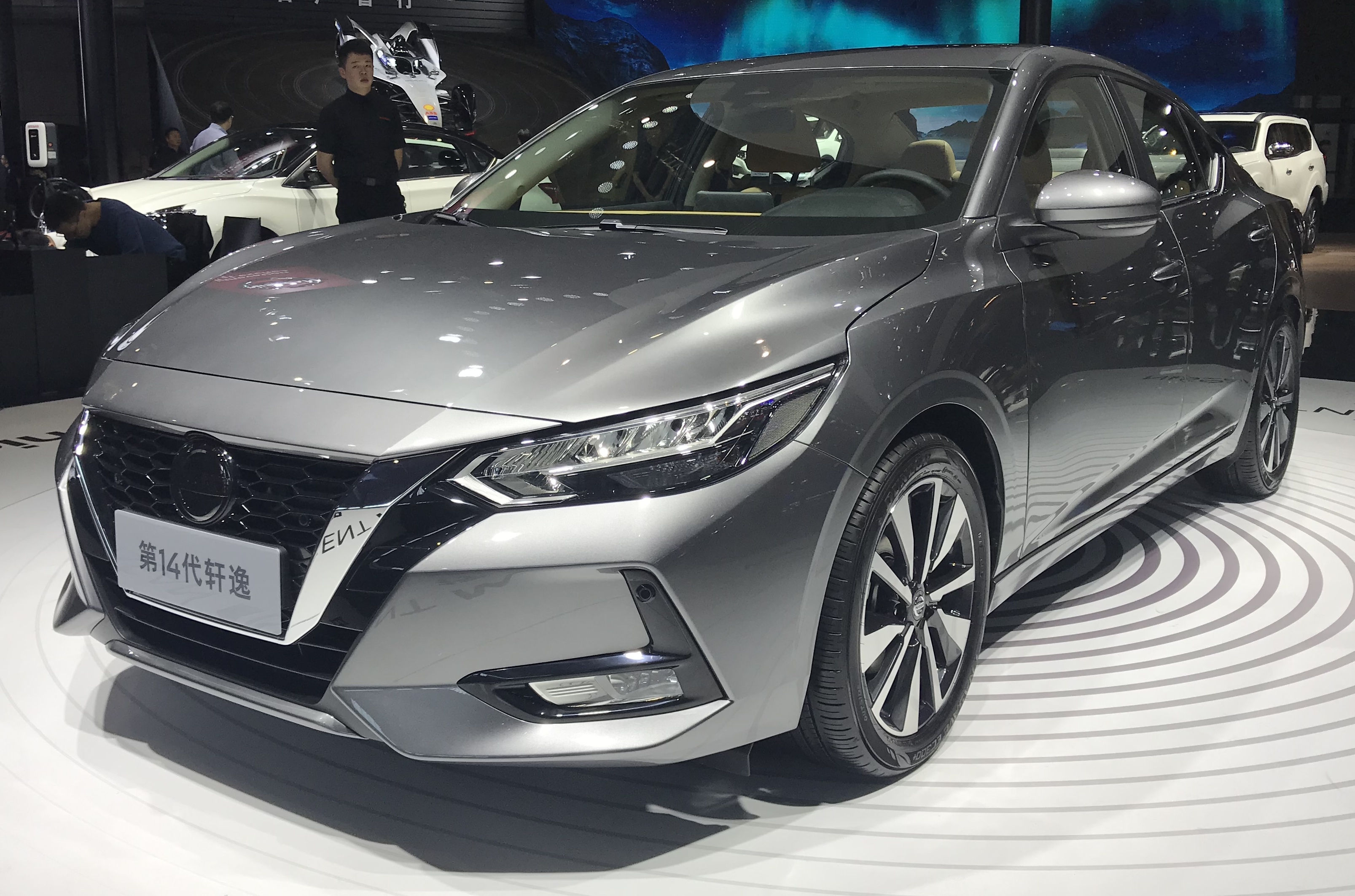
第四代Sylphy B18型系車頭(中國大陸樣式)
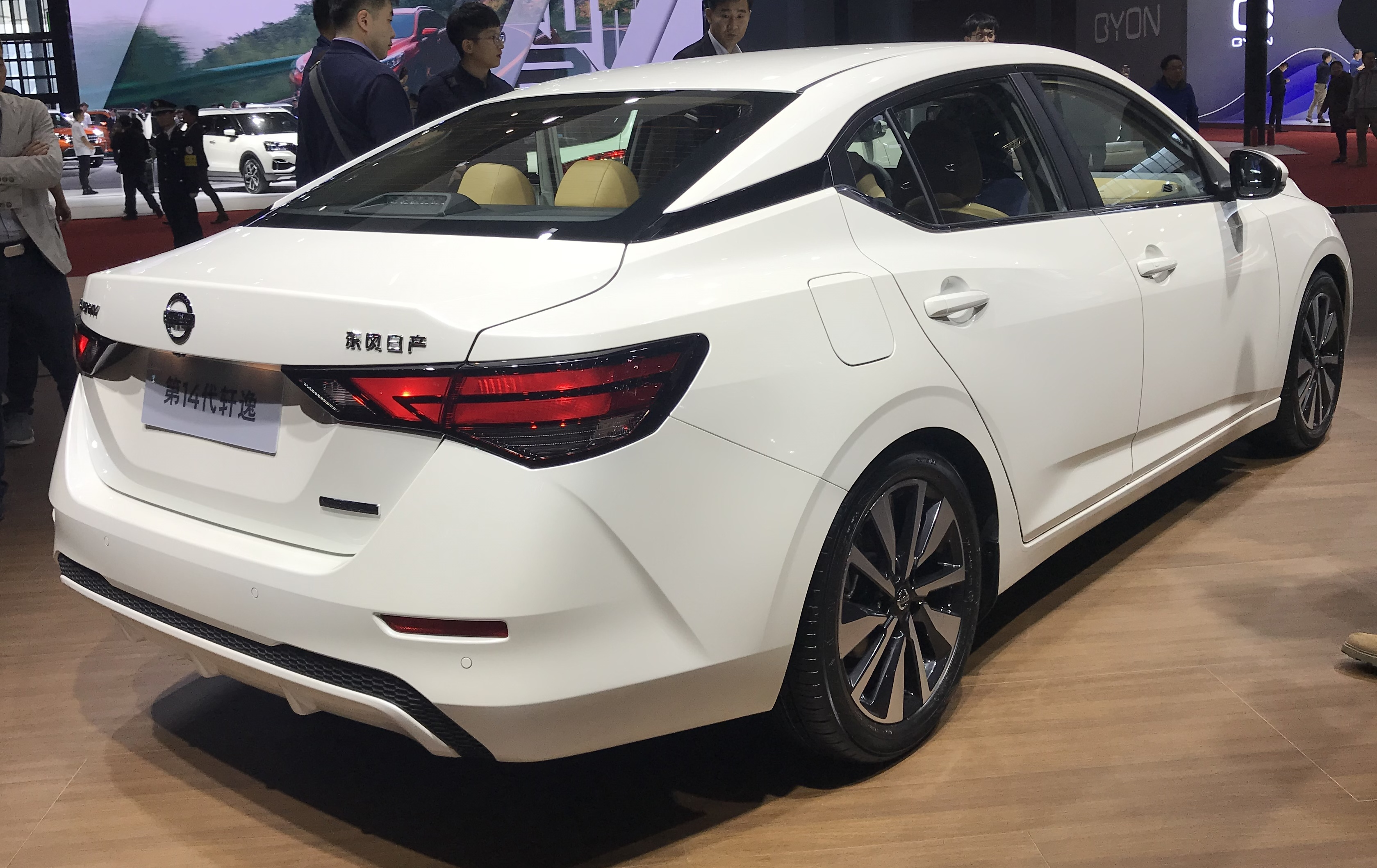
第四代Sylphy B18型系車尾(中國大陸樣式)